# Ulrich Tappe
Gerhard Karl Ulrich Tappe (* 10. Februar 1908 in Pillkallen/Ostpreußen; † 11. Februar 1977 in Wilhelmshaven) war ein deutscher Architekt und Wilhelmshavener Stadtbaurat.

## Leben
Ulrich Tappe wurde am 10. Februar 1908 in Pillkallen/Ostpreußen geboren. Nach dem Studium der Architektur in Braunschweig und München sammelte er erste berufliche Erfahrungen als Baureferendar am Universitätsbauamt in Göttingen. Weitere Stationen waren Bremerhaven, Lingen, Fallingbostel und Aurich, wo er das Staatshochbauamt leitete. 1959 wählte ihn der Rat der Stadt Wilhelmshaven zum Stadtbaurat. Am 11. Februar 1977 verstarb er nur knapp vier Jahre nach seiner Pensionierung an einem Herzleiden. Er hinterließ Frau und drei Kinder.

## Werk
Tappes architektonisches Schaffen war sehr vielfältig. Neben Flugplätzen und Radaranlagen im Zweiten Weltkrieg baute er nach 1945 als freischaffender Architekt die größte Reederei der Hochseefischerei in Bremerhaven. Daneben entwarf er zahlreiche Schulen und Dienstgebäude.
Den Wiederaufbau des schwer kriegszerstörten Wilhelmshaven hat Stadtbaurat Ulrich Tappe maßgeblich mitgeprägt.
1969 trat er mit dem „Tappe-Plan“ an die Öffentlichkeit. In ihm waren grundlegende Gedanken zur Weiterentwicklung Wilhelmshavens formuliert: Anlage einer Hafeninsel in der Jade, enge Kooperation der Seehäfen Wilhelmshaven und Bremerhaven in einem Jade-Weser-Port.